# فيرا بيليك
فيرا لوكيانوفنا بيليك (بالروسية: Вера Лукьяновна Белик، بالأوكرانية: Віра Лук'янівна Білик؛ 12 يونيو 1921 - 25 أغسطس 1944) ملاّحة جوية ومُلازمة في فوج حرس تامان الجوي للقاذفات الليلية السادس والأربعين. والتي كانت تحلق دوماً مع الطيّارة تاتيانا ماكاروفا. وقُتلا عندما أسقطت مقاتلة ألمانية قاذفتهما طراز پي أو-2 بعد انتهائهما من مهمة قصف؛ حَصَلَ كلاهما بعد وفاتها على لقب بطل الاتحاد السوفيتي في 23 فبراير 1945.

## حياتها المبكرة
ولدت بيليك في أوخريميفكا (بالأوكرانية: Охрімівка) في 12 يونيو 1921 لعائلة أوكرانية وكانت الأكبر ضمن ستة أطفال؛ كان والدها كهربائياً محترفاً. وعاشت معظم طفولتها في كرج، القرم حيث تخرجت من المدرسة الثانوية في 1939 قبل أن تلتحق بمعهد كارل ليبكنخت التربوي في موسكو، حيث درست الرياضيات.

## مسيرتها العسكرية
قبل انضمامها إلى الجيش في أكتوبر 1941، اشتركت بيليك في بناء دفاعات مثل الخنادق المضادة للدبابات. وبعد انضمامها إلى وحدة الطيران النسائية التي أسستها مارينا راسكوفا، بدأت التدريب على الملاحة في مدرسة إنجلز للطيران العسكري. قبل الحرب، كانت دورات الملاحة تستمر لثلاث سنوات ولكن بسبب حالة الحرب في ذلك الوقت، فقد استمرت ستة أشهر فقط. في مايو 1942 أُرسلّت إلى الجبهة مع فوج قاذفات القنابل الليلي 588 والذي أُعيد تسميته لاحقاً بفوج الحرس السادس والأربعين في 1943. عملت عن كثب مع تاتيانا ماكاروفا التي عملت كقائدة للطائرة پي أو-2 والتي حلقتا بها بينما عملت بيليك كملاّحة عليها. في ديسمبر 1942، توسع الفوج وترقت بيليك إلى ملاحة سرب ثاني، الذي أصبحت ماكاروفا قائدةً له. ومع ذلك، بعد أن أسقط يوسف كوسيوك أربع طائرات من السرب في ليلة 31 يوليو - 1 أغسطس، طلبت ماكاروفا العودة لرتبة قائد الرحلة واختارت بيليك طلب خفض رتبتها أيضاً من أجل البقاء مع صديقتها. حلقت في طلعات جوية صعبة فوق أوكرانيا ومنطقة كوبان في شمال القوقاز والقرم وبيلاروسيا وبولندا. في 1 أغسطس 1944، قامت مع ماكاروفا بأول مهمة قصف فوق بروسيا الشرقية، لتصبحا أول طاقم جوي من الفوج يقاتل فوق الأراضي الألمانية.
في ليلة 25 أغسطس 1944 في طلعتها رقم 813، تعرضت الطائرة التي كانت بيليك وماكاروفا تحلقان بها للهجوم من مقاتلة ألمانية فوق استروينكا، بولندا، مما أسفر عن مقتل كلاهما بعد أن اشتعلت النيران في الطائرة وتحطمت. خلال 813 طلعة جوية ألقت بيليك 106 طن من المتفجرات فوق الأراضي التي يسيطر عليها العدو وتسببت في 156 انفجاراً كبيراً و 143 حريقاً ودمرت بطاريتين للأضواء الكاشفة ومستودعين للذخيرة وثلاثة معابر للعدو وثلاثة مدافع أرضية مضادة للطائرات وإبادة أكثر من فصيلتين من أفراد مشاة العدو. ونظراً لعملياتها القتالية، رُشحّت للحصول على لقب بطل الاتحاد السوفيتي ومُنحّت اللقب بعد وفاتها في 23 فبراير 1945، في نفس اليوم الذي مُنحّت فيه قائدتها ماكاروفا نفس اللقب.

## الأوسمة والتكريم
الأوسمة

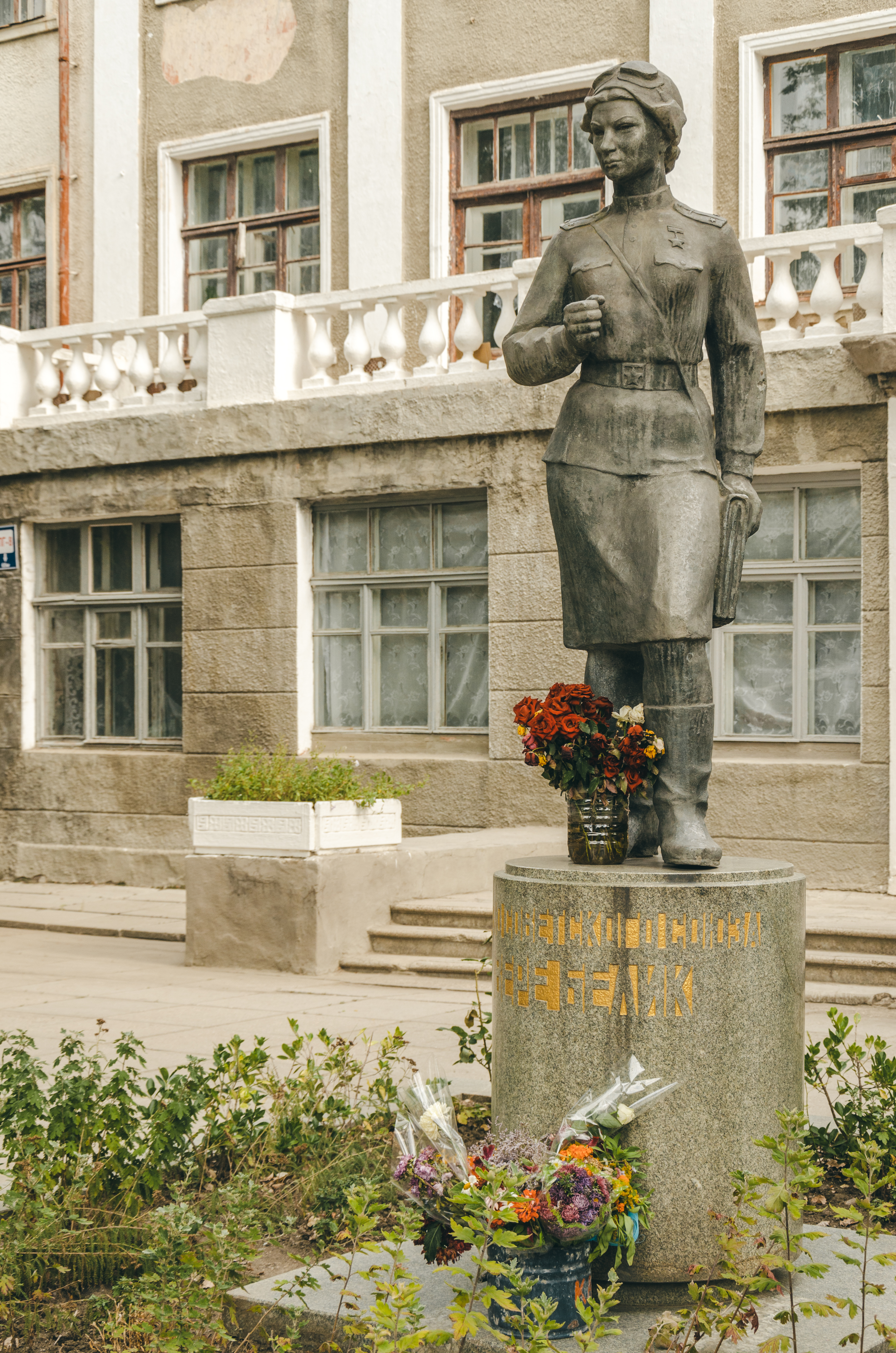
تمثال بيليك في كرج، القرم

- بطل الاتحاد السوفيتي (23 فبراير 1945)[8]
- وسام لينين (23 فبراير 1945)[8]
- وسام الراية الحمراء (25 أكتوبر 1943)[9]
- وسام الحرب الوطنية من الدرجة الأولى (14 أبريل 1944)[10]
- وسام النجمة الحمراء (9 سبتمبر 1942)[11]

النصب التذكارية والإهداءات
- ظهر مظروف سوفيتي في 1981 من سلسلة أغلفة تحوي صور لأشخاص حصلوا على جائزة بطل الاتحاد السوفيتي منها غلاف يصور بيليك وماكاروفا.[12]
- يوجد لها تمثال كنصب تذكاري في كرج، القرم (كما بالصورة).
- تحتوي ردهة معهد موسكو الحكومي للتربية حيث درست على نصب تذكاري لها.[13]
- يوجد في أوخريميفكا، أوكرانيا مدرسة وشارع باسمها.
- تغير اسم المدرسة رقم 17 في كرج لاسمها تكريماً لها.[14]

### كتب
- Cottam، Kazimiera (1998). Women in War and Resistance: Selected Biographies of Soviet Women Soldiers. Newburyport, MA: Focus Publishing/R. Pullins Co. ISBN:1585101605. OCLC:228063546.
- Magid, Aleksandr (1960). Гвардейский Таманский авиационный полк [Guards Taman Aviation Regiment] (بالروسية). Moscow: DOSLAF. OCLC:881535802.
- Rakobolskaya، Irina؛ Kravtsova، Natalya (2005). Нас называли ночными ведьмами: так воевал женский 46-й гвардейский полк ночных бомбардировщиков [We were called night witches: this is how the female 46th Guards regiment of night bombers fought]. Moscow: University of Moscow Press. ISBN:5211050088. OCLC:68044852.
- Simonov، Andrey؛ Chudinova، Svetlana (2017). Женщины - Герои Советского Союза и России [Women - Heroes of the Soviet Union and Russia]. Moscow: Russian Knights Foundation and Museum of Technology Vadim Zadorozhny. ISBN:9785990960701. OCLC:1019634607.